# Jacques-Nicolas Brunot
Jacques-Nicolas Brunot né à Clichy-la-Garenne (Seine) en 1763 et mort à Paris le 26 septembre 1826 est un sculpteur et auteur français.

## Biographie
Jacques-Nicolas Brunot est un sculpteur animalier né à Clichy-la-Garenne (Seine) en 1763. Il expose au Salon de 1808 à 1822. Le musée des Beaux-Arts d'Angers conserve sa statuette équestre de Henri IV. Il meurt à Paris le 26 septembre 1826.
Il est l'auteur d'ouvrages sur les chevaux, ainsi que d'écorchés de chevaux,.

## Œuvres
- Un cheval au trot, Salon de 1808 (n° 646).
- L'empereur Napoléon, statuette équestre, Salon de 1810 (n° 920).
- Une étude faite d après le taureau d'Asie du jardin des Plantes. Salon de 1812 (n° 1021).
- Une étude de vache, Salon de 1812 (n° 1022).
- Henri IV, statuette équestre en bronze, 40 cm, Salon de 1811 (n° 1019), musée des Beaux-Arts d'Angers, envoi de l'État en 1817.
- Une étude de cerf, Salon de 1814 (n° 1020).
- Écorché du cheval dans l'allure du trot, Salon de 1817 (n° 1056).
- Tête disséquée du cheval, Salon de 1817 (n° 1057).
- Jambes disséquées du cheval sur nature, Salon de 1817 (n° 1058).
- Le Lion, Salon de 1817 (n° 1059).
- Tête de lion, moulée sur nature, Salon de 1817 (n° 1060).
- Pattes disséquées du lion, Salon de 1817 (n° 1061).
- Plusieurs dissections, Salon de 1817 (n° 1062).
- Étude d'une tête de cheval, modèle en plâtre, grandeur naturelle, d'après un étalon, dit le Truffle, appartenant au duc d'Angoulême, Salon de 1819 (n° 1219).
- Un cheval en liberté, d'après le Truffle, étalon anglais, Salon de 1822 (n° 1369).